# Mandevilla moritziana
Mandevilla moritziana là một loài thực vật có hoa trong họ La bố ma. Loài này được (Müll.Arg.) Donn.Sm. mô tả khoa học đầu tiên năm 1893.